# Галата
Галатá (або Ґалата; італ. Galata) — засноване генуезькими колоністами в пізньовізантійську епоху північне передмістя Константинополя (Стамбула), пізніше — основний торговельний район цього міста. На початок ХХІ століття Галата займає чверть у районі Бейоглу (Пера) в Стамбулі, і відома під назвою Каракей.

## Історія назви у візантійську епоху

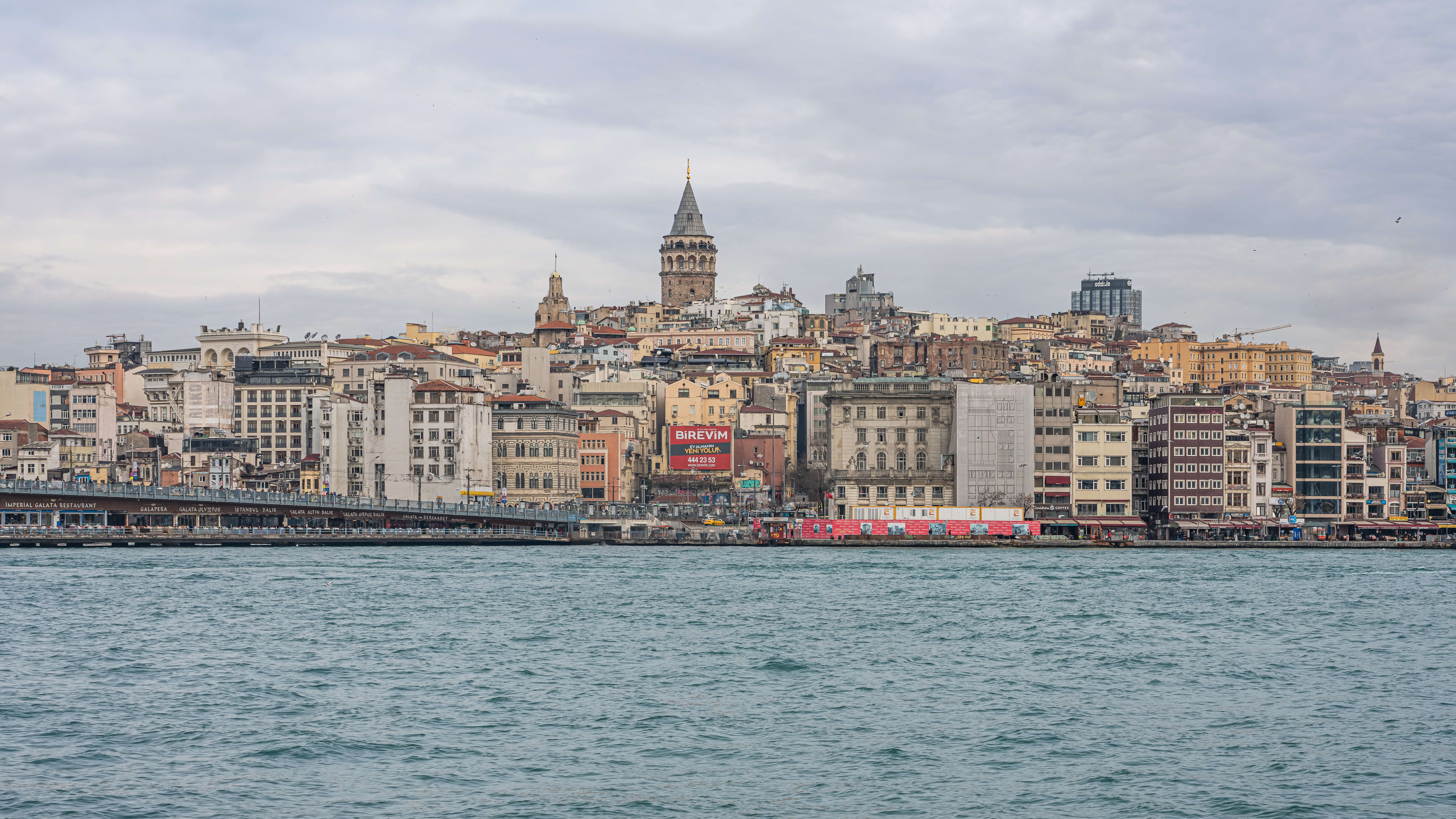
Вид на Галату з потилежного берега Золотого Рогу

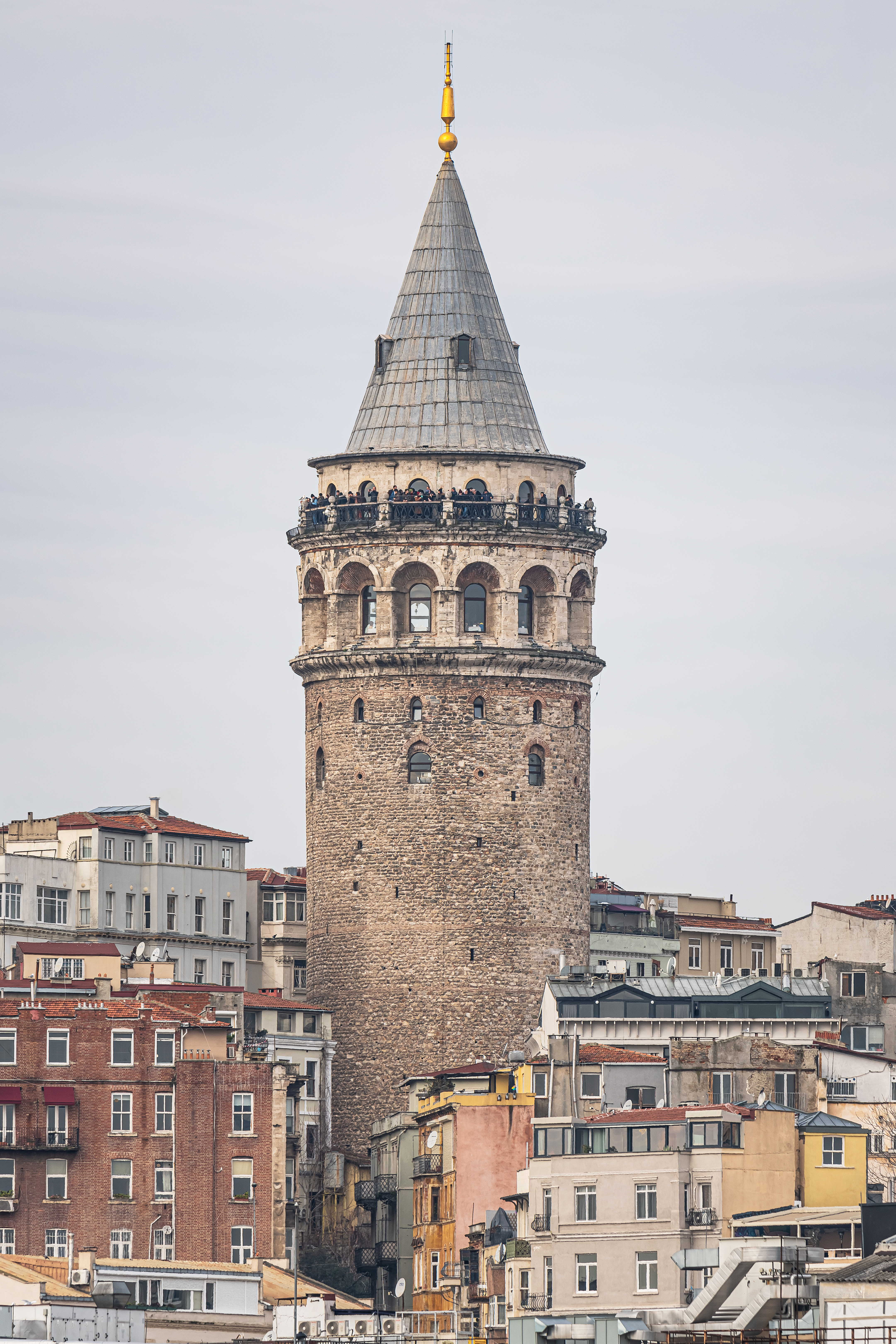
Галатська башта, побудована в 1348 на вершині генуезької цитаделі

За італійською версією, назва Галата походить від слова «калата» — схил. Також ймовірно, етимологічно слово близько до грецького «галактос» — молочний, бо раніше на північ від столиці були відомі пасовища кіз і овець. Можливо, слово походить від грецького слова «галлос», що значить кельтський, тобто від імені одного з кельтських племен Анатолії — галатів. 
Проте район мав і іншу грецьку назву ще до приходу італійців — Пера, яка походить від давньогрецької назви цього місця Перан ен Сюкаїс (дав.-гр. Πέραν εν Συκεαίς), що означає «фігове поле на тій стороні».

## Ланцюг над Золотим Рогом
У середньовіччя Галата стала відома завдяки своїй вежі, з якою перекидали ланцюг, що блокує вхід суден у затоку Золотий Ріг.
Київський літописець Нестор зауважує, що коли лодії київського князя Олега наблизились до Царгорода, «греки ж замкнули Суд, а місто зачинили». «Судом» називали давньоруські книжники бухту Золотий Ріг, що відділяла власне Константинополь від його передмістя Галати. На берегах бухти стояли великі башти, між якими в разі небезпеки натягали величезний ланцюг, що тримався на поверхні води сотнями поплавків. Рештки башт збереглися до XX ст. і вивчені археологами. Ця загорожа надійно перекривала вхід до Золотого Рогу. Перша згадка про неї сягає 717 р. (візантійське джерело). Про неї потім пишуть візантійські історики Лев Диякон (Х ст.) і Георгій Кедрен (ХІ ст.). Давньоісландська сага про зятя Ярослава Мудрого Гаральда також згадує ланцюг, що захищав Золотий Ріг від ворожого флоту.
Цей ланцюг був надзвичайно міцний. Олег та його воєводи зрозуміли, що наявні лодії-однодеревки цю перешкоду подолати не зможуть, раніше вона неодноразово зупиняла важкі кораблі арабів та італійців. Тому князь вирішив перехитрити візантійців. У літописі Нестора читаємо: «І звелів Олег своїм воїнам зробити колеса й поставити на них кораблі. І з попутним вітром підняли вони вітрила й пішли з боку поля до міста. Греки ж, побачивши це, злякались…»
Візантійська башта була, однак, зруйнована хрестоносцями в 1204 р., але пізніше генуезці звели поряд ще одну, що збереглася до наших днів — Башту Христа.

## Генуезький період
В 1273 р. контроль над північною частиною Константинополя фактично переходить до генуезького купецтва, що заснувало тут банки, торгові контори та склади на Банківській вулиці. Генуя, а також левантійці залишалися господарями торгівлі в імперії аж до її падіння в 1453 р., тобто протягом 180 років.

## Османський період
В османський період в 1492 р. у кварталі оселилися вигнані з Іспанії мориски. Домініканська церква св. Павла була перетворена ними на мечеть Арап-Джамі.

## Турецький період

Галата. Панорама.

Нині Галата — один із кварталів стамбульського округу Бейоглу. На честь його названий «Галатасарай» — один із відомих футбольних клубів Туреччини. В окрузі розташований і Галатасарайський ліцей (колишня Школа султанів).